# Gabriel Fauré
Gabriel Urbain Fauré (ur. 12 maja 1845 Pamiers, zm. 4 listopada 1924 w Paryżu, pochowany na Cmentarzu Passy) – francuski kompozytor i organista.

## Życiorys
W latach 1854–1864 studiował w szkole muzycznej L. Niedermeyera, gdzie jego profesorem gry na fortepianie był Camille Saint-Saëns, po czym został organistą w kościele St. Sauveur w Rennes; po 1870 był w Paryżu organistą kościołów St. Honore d’Eylau, St. Sulpice i od 1877 św. Magdaleny. W 1896 został na miejsce J. Masseneta profesorem kompozycji w Konserwatorium Paryskim, a w 1905 – dyrektorem tej uczelni (do 1920). Jego uczniami byli m.in. M. Ravel, Ch. Koechlin, F. Schmitt, J. Roger-Ducasse, A. Caplet, N. Boulanger, É. Vuillermoz, G. Enescu. Pod koniec życia całkowicie ogłuchł.
Fauré był mistrzem małych form, stąd przewaga w jego twórczości pieśni i utworów fortepianowych. Miał ogromną inwencję melodyczną, wrażliwość harmoniczną, poczucie proporcji, nie ulegając żadnym wpływom, doprowadził swoją sztukę do klasycznej prostoty i klarowności. Zwłaszcza we Francji zdobył sobie wysoką pozycję.
Wraz z Césarem Franckiem reprezentuje narodową muzykę francuską. Prócz znakomitych pieśni i utworów fortepianowych, napisał sławną sonatę skrzypcową op. 13 i drobne liryki skrzypcowe, trio fortepianowe, dwa kwartety i kwintety fortepianowe, suitę orkiestralną, symfonię d-moll, utwory chóralne z orkiestrą, w końcu utwory religijne i mszę na 3 głosy żeńskie z organami.
Odznaczony został Legią Honorową, kolejno w stopniu kawalera (1890), oficera (1903), komandora (1910), wielkiego oficera (1920) i krzyżem wielkim (1923). Od władcy Hiszpanii otrzymał Order Izabeli Katolickiej (1908), a od księcia Monako Wielką Wstęgę Orderu św. Karola (1913).

## Ważniejsze utwory

### Utwory chóralne
- Cantique de Jean Racine, Op. 11 (1865)
- Les Djinns, Op. 12 (1875) – na podstawie wiersza Victora Hugo
- La Naissance de Vénus, Op. 29
- Requiem(inne języki) d-moll, Op. 48 (1888, zorkiestrowane w 1900)
- Ave verum corpus, Op. 65 No. 1
- Ave Maria, Op. 67

### Utwory orkiestrowe
- Pawana, Op. 50
- Suita orkiestrowa F-dur
- Symfonia d-moll
- Masques et bergamasques suita ork.

### Utwory kameralne
- I Sonata A-dur na skrzypce i fortepian
- Andante B-dur na skrzypce i fort.
- II Sonaty na wiolonczelę d-moll, g-moll
- Kwartet smyczkowy e-moll
- Romans B-dur na skrzypce i fort
- Papillon, A-dur, na wiolonczelę i fort.

### Utwory fortepianowe
- Kwartet fortepianowy c-moll, Op. 15
- II Kwintety fortepianowe d-moll, Op.89,c-moll, Op.115
- Kwartet fortepianowy g-moll, Op.45

### Utwory harfowe
- Une châtelaine en sa tour, Op.110 (1918)
- Impromptu, Op.86 (1904)